# Collepardo
Collepardo ist eine italienische Gemeinde in der Provinz Frosinone in der Region Latium mit 879 Einwohnern (Stand 31. Dezember 2023). Sie liegt 93 km östlich von Rom und 20 km nördlich von Frosinone.

## Geographie
Collepardo liegt in den Monti Ernici und ist Mitglied der Comunità Montana Monti Ernici. Es trägt die Bandiera Arancione ein Qualitätssiegel im Bereich Tourismus und Umwelt des TCI.

## Bevölkerung
| Jahr      | 1871 | 1901 | 1921 | 1951 | 1971 | 1991 | 2001 | 2011 |
| Einwohner | 1287 | 1350 | 1327 | 1222 | 907  | 867  | 928  | 975  |

Quelle: ISTAT

## Politik
Carlo Venturi wurde im Mai 2006 zum Bürgermeister gewählt. Am 15. Mai 2011 wurde Mauro Bussiglieri in dieses Amt gewählt.

## Sehenswürdigkeiten
- Das Kloster Certosa di Trisulti, seit 1947 eine Zisterzienserabtei, wurde 996 durch Dominikus von Sora gegründet. Ihr heutiger Baubestand stammt von der Erneuerung der Abtei 1204.
- Der Botanische Garten Flora Ernica wurde 1991 eröffnet.
- Collepardo ist Abschluss der zwölften Etappe des Pilgerwegs Benediktweg von Norcia über Subiaco nach Montecassino.

## Kulinarische Spezialitäten
Die Certosa di Trisulti stellt verschiedene Liköre her. Bekannt ist vor allem der hochprozentige Schnaps Gocce Imperiali.